# Mörttjärnen (Dorotea socken, Lappland, 713077-152854)
Mörttjärnen är en sjö i Dorotea kommun i Lappland och ingår i Ångermanälvens huvudavrinningsområde. Sjön har en area på 0,0483 kvadratkilometer och ligger 346,7 meter över havet.

## Delavrinningsområde
Mörttjärnen ingår i det delavrinningsområde (713145-152616) som SMHI kallar för Utloppet av Korsselet. Medelhöjden är 324 meter över havet och ytan är 9,91 kvadratkilometer. Räknas de 46 avrinningsområdena uppströms in blir den ackumulerade arean 641,78 kvadratkilometer. Bergvattenån (Fjällån) som avvattnar avrinningsområdet har biflödesordning 4, vilket innebär att vattnet flödar genom totalt 4 vattendrag innan det når havet efter 245 kilometer. Avrinningsområdet består mestadels av skog (91 procent). Avrinningsområdet har 0,56 kvadratkilometer vattenytor vilket ger det en sjöprocent på 5,6 procent.